# Döderlein (Ratsgeschlecht)
Döderlein ist ein fränkisches Ratsgeschlecht der Reichsstadt Weißenburg am Sand. Aus der Familie stammen zahlreiche Pfarrer, Beamte und Gelehrte.

## Bekannte Familienmitglieder
- Alexander Döderlein war einer der ersten in Weißenburg, der sich 1525 der Reformation anschloss
- Johann Alexander Döderlein (1675–1745), Universalgelehrter
- Christian Albrecht Döderlein (1714–1789)
- Johann Christoph Döderlein (1746–1792), evangelischer Theologe
- Ludwig Döderlein (1855–1936), Zoologe
- Albert Döderlein (1860–1941), Gynäkologe
- Gustav Döderlein (1863–1939)